# Pyrausta arroundella
Pyrausta arroundella là một loài bướm đêm thuộc họ Crambidae.